# Pherbellia guttata
Pherbellia guttata är en tvåvingeart som först beskrevs av Daniel William Coquillett 1901.  Pherbellia guttata ingår i släktet Pherbellia och familjen kärrflugor. Inga underarter finns listade i Catalogue of Life.